# Earl Hines
Earl Kenneth „Fatha” Hines (ur. 28 grudnia 1903 Duquesne w stanie Pensylwania, zm. 22 kwietnia 1983 w Oakland) – amerykański pianista jazzowy. 

## Zarys biografii
Pochodził z muzykalnej rodziny, ojciec grał na kornecie, matka była kościelną organistką. Naukę muzyki zaczynał od trąbki, stąd też jego styl gry został okrzyknięty jako „trumpet style”. Polegał na częstym stosowaniu pojedynczych dźwięków podczas frazowania i wykorzystywaniu arpeggia. Hines w sposób nowatorski podchodził również do rytmu i akcentowania, dlatego uważa się go za prekursora nowoczesnego jazzu. Pochodził z przedmieścia Pittsburgha, toteż właśnie w tym mieście około 1921 stawiał pierwsze kroki jako profesjonalny pianista, początkowo wyłącznie jako akompaniator.
W 1923 przeniósł się do Chicago, gdzie nawiązał współpracę z Deppe's Seranaders, Erskine Tate's Vendome Orchestra, czy Carrollem Dickersonem. W 1926 poznał Louisa Armstronga, z którym przyjaźnił się przez wiele lat. Krótko współdziałał z Louis Armstrong's Stompers. Rok 1928 był szczególny w twórczości Hinesa, nagrał dziesięć pierwszych solówek fortepianowych i powołał do życia swój pierwszy zespół. Współpracował wówczas z Jimmie Noone's Apex Club Orchestra. Był członkiem Hot Five i Hot Seven Louisa Armstronga i brał udział w ich sesjach nagraniowych. Do 1948 grał w zakładanych przez siebie zespołach. W latach 1948–1951 był członkiem grupy All-Stars Armstronga. W 1951 przeniósł się do Kalifornii. Jego twórczość cieszyła się dużą popularnością do końca lat 50. 

## Wybrane kompozycje
A Monday Date, Blues in Thirds, Chicago High Life, Stowaway, Chimes in Blues, Caution Blues, Fifty-Seven Varieties, Glad Rag Doll, I Ain't Got Nobody, Just Too Soon, Panther Rag, Off Time Blues.